# دانشگاه آکسفورد بروکس
دانشگاه آکسفورد بروکس (به انگلیسی: Oxford Brookes University) یک دانشگاه عمومی در انگلستان است. در سال ۱۸۶۵ به عنوان مدرسه هنر آکسفورد تأسیس شد. و سپس در سال ۱۹۹۲ به دانشگاه آکسفورد بروکس تبدیل شد. این دانشگاه به افتخار اولین مدیر آن، جان هنری بروکس، نامگذاری شد.
دانشگاه آکسفورد بروکس در چهار پردیس گسترش یافته‌است که سه پردیس اصلی، مستقر در اطراف آکسفورد و پردیس چهارم در سوئیندون است. بروکس تقریباً ۱۸۰۰۰ دانشجو، ۲ هزار و ۸۰۰ کارمند و بیش از ۱۳۰٬۰۰۰ فارغ‌التحصیل دارد. این دانشگاه به چهار دانشکده تقسیم می‌شود: دانشکده بازرگانی آکسفورد بروکس، علوم بهداشت و زندگی، علوم انسانی و علوم اجتماعی و فناوری، طراحی و محیط زیست.
این دانشگاه همچنین دارای مدرسه حقوق و مدرسه معماری است.
بر اساس رتبه بندی موضوعی QS در سال ۲۰۲۴، دانشگاه آکسفورد بروكس جزو صد دانشگاه برتر جهان در حوزه علوم تجاری و مدیریتی می‌باشد.

## تاریخچه
دانشگاه آکسفورد بروکس در سال ۱۸۶۵ به عنوان مدرسه هنر آکسفورد شروع به کار کرد. در سال ۱۸۷۰ مدرسه علوم اضافه شد و در سال ۱۸۹۱، تحت مدیریت کمیته دستورالعمل فنی شورای شهر، به مدرسه فنی شهر آکسفورد تغییر نام داد و مدرسه هنر را در خود جای داد که متمایز باقی ماند.
در سال ۱۹۳۴ مدرسه هنر و مدرسه فنی با هم ادغام شدند و جان هنری بروکس، به عنوان اولین مدیر موسسهٔ ادغام‌شده منصوب شد. تا سال ۱۹۵۰ کالج ۴۰۰۰ دانشجو داشت. یک پردیس جدید ساخته شد و در سال ۱۹۵۶ به کالج فناوری آکسفورد تغییر نام داد و در مکان جدید افتتاح شد. اولین اقامتگاه آن در سال ۱۹۶۰ تأسیس شد و کالج در سال ۱۹۶۳ به هدینگتون منتقل شد.
در سال ۱۹۷۰ پلی‌تکنیک آکسفورد شد. در سال ۱۹۷۶، کالج لیدی اسپنسر-چرچیل را که در اوت ۱۹۶۵ در ویتلی تأسیس شده بود، در اختیار گرفت. در سال ۱۹۹۲، مدرسه کاردرمانی دورست هاوس، اولین مدرسه کاردرمانی در بریتانیا را به کار گرفت. بعدها در سال ۱۹۹۲، پس از تصویب قانون آموزش تکمیلی و عالی، به دانشگاه آکسفورد بروکس تبدیل شد، تنها دانشگاه جدیدی که به نام مؤسس آن نامگذاری شده‌است.
در اکتبر ۲۰۰۳، دانشگاه آکسفورد بروکس اولین دانشگاه در جهان بود که «Fairtrade status» را دریافت کرد.
بارونس کندی از سال ۱۹۹۴ تا ۲۰۰۱ به عنوان رئیس دانشگاه خدمت کرد. در سال ۲۰۰۷، گراهام آپتون به عنوان معاون رئیس بازنشسته شد و جانشین او، جانت بیر، در سپتامبر منصوب شد. در ژانویه ۲۰۰۸، شامی چاکرابارتی، مدیر لیبرتی جایگزین جان اسنو به عنوان رئیس دانشگاه شد.
در مارس ۲۰۱۵، آلیستر فیت به عنوان معاون رئیس دانشگاه منصوب شد و جایگزین جانت بیر شد. کاترین گرینجر، پیشکسوت سابق المپیک بریتانیا، جایگزین شامی چاکرابارتی به عنوان رئیس دانشگاه شد و در ژوئن ۲۰۲۰ از سمت خود کناره‌گیری کرد.  
در سال ۲۰۱۵، دانشگاه آکسفورد بروکس ۱۵۰ سالگی تاسیس خود را جشن گرفت. مجموعه‌ای از رویدادها و فعالیت‌ها، از جمله جشن‌هایی برای قدردانی از جان هنری بروکس، بنیان‌گذار مدرن دانشگاه، برگزار شد.